# OM Digital Solutions

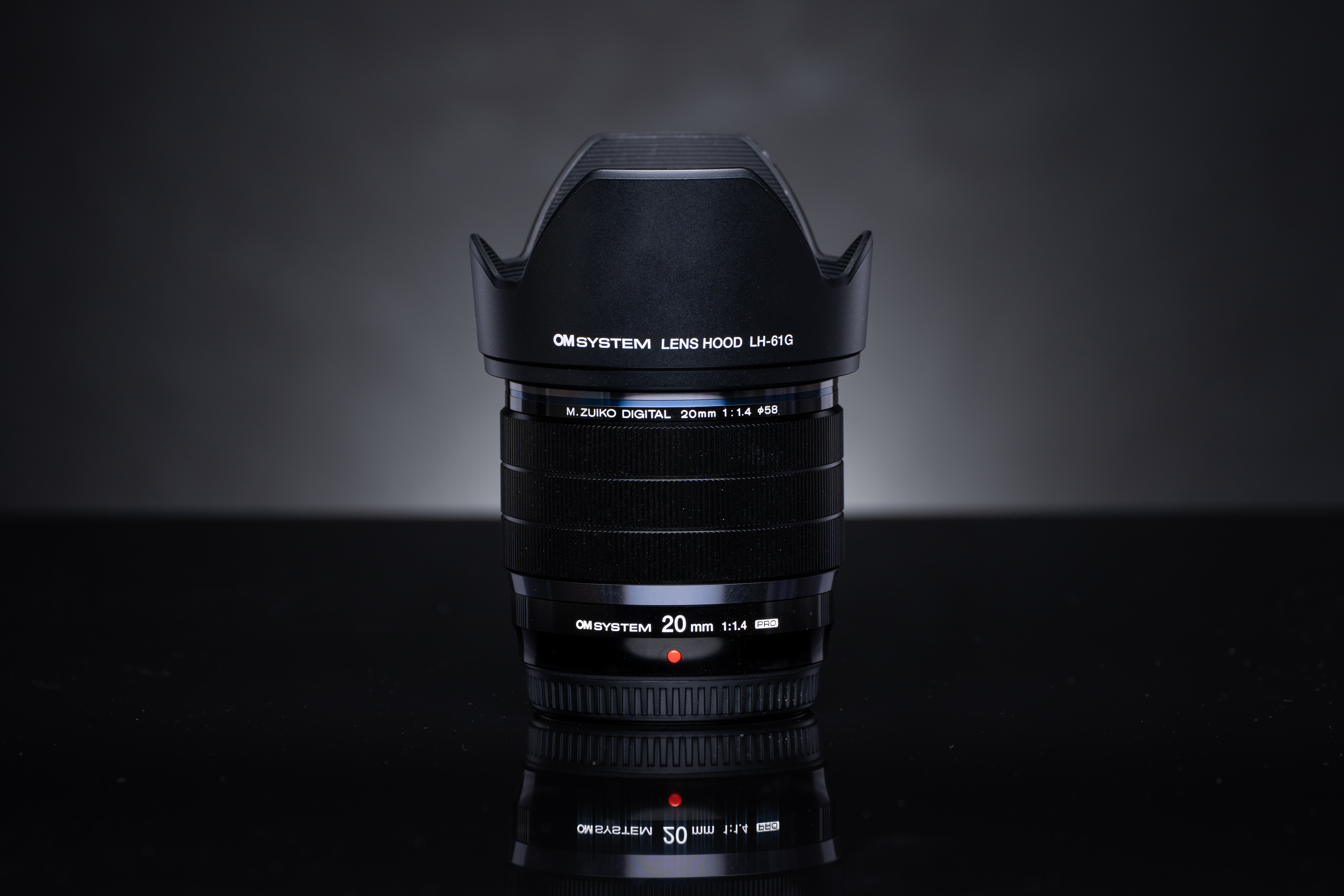
Lente produzida pela OM Digital Solutions

OM Digital Solutions é um fabricante japonês de produtos ópticos, foi fundada em após a empresa de private equity Japan Industrial Partners (JIP) adquirir a divisão de imagem da Olympus em 30 de setembro de 2020, na operação foi incluída também fabricas e centros de desenvolvimento que pertenciam a antiga proprietaria, a sede da empresa fica em Tóquio e a fabrica no Vietnã.No acordo a (JIP) ficou com 95% da ações da nova empresa e a Olympus com 5%.

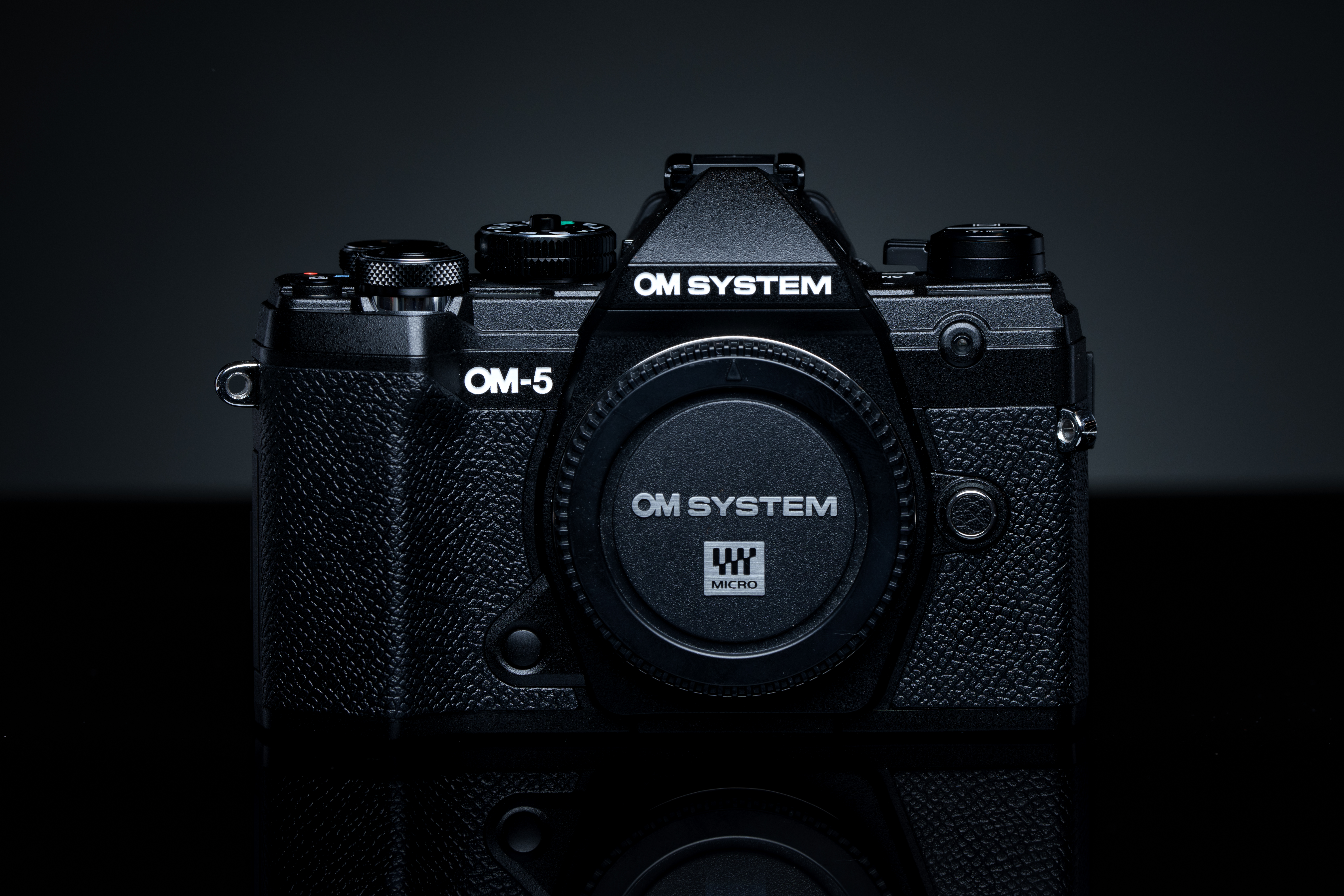
Câmera produzida pela OM Digital Solutions

O inicio das operações da companhia foi em 9 de outubro de 2020
A empresa concluiu a compra das as divisões de produtos de câmeras, gravadores de áudio e binóculos da fabricante Olympus em janeiro de 2021.
Em outubro de 2021, todos os produtos com marca "Olympus", passarão a receber a nomeclatura de OM SYSTEM.
A OM Digital Solutions produz lentes, câmeras, gravadores de áudio digital, binóculos e acessórios ópticos.